# Vaďovce
Vaďovce je naseljeno mjesto u okrugu Nové Mesto nad Váhom u  Trenčínskom kraju u Slovačkoj.

## Stanovništvo
| Godina:     | 1993. | 2003.   | 2013.    | 2023.   |
| ----------- | ----- | ------- | -------- | ------- |
| Broj ljudi: | 697   | 689     | 760      | 721     |
| Razlika:    |       | -1,14 % | +10,30 % | -5,13 % |

| Godina:     | 2022. | 2023.   |
| ----------- | ----- | ------- |
| Broj ljudi: | 714   | 721     |
| Razlika:    |       | +0,98 % |

Prema podacima o broju stanovnika iz 2023. godine naselje je imalo 721 stanovnika.

## Vanjske poveznice
|  | Zajednički poslužitelj ima još gradiva o temi Vaďovce |

- Službena stranica naselja (sl.)